# Пашія
Паші́я (рос. Пашия) — селище міського типу у Гірничозаводському районі Пермського краю РФ. Лежить на ріцці Віжай (басейн Ками), за 8 км від залізничної станції Пашія (на лінії Перм — Гороблагодатська). Населення становить 3463 особи (2020). Місце спецпоселень репресованих.
В минулому у селищі працювали Пашійський металургійно-цементний завод, ліспромгосподарства. 2014 року селище включено до категорії міст, в яких є передумови погіршення соціально-економічного становища.

## Виноски
1. ↑   Пашия. // Большая советская энциклопедия : в 30 т. / главн. ред. А. М. Прохоров. — 3-е изд. — М. : «Советская энциклопедия», 1969—1978. (рос.)
2. ↑  Дем’ян Чернець. Штрихи до життєпису. ПОГЛЯД (укр.). 7 квітня 2024. Процитовано 10 квітня 2024.